# Horikawa
Imperador Horikawa (堀河天皇, Go-Suzaku-tennō, 8 de agosto de 1079 — 9 de agosto de 1107) foi o 73º imperador do Japão, na lista tradicional de sucessão.

## Vida
Antes da sua ascensão ao Trono do Crisântemo seu nome era Yoshihito. Também era conhecido como Taruhito. Era o segundo filho do Imperador Shirakawa. Sua mãe era Fujiwara no Kenshi, filha adotiva de Fujiwara no Morozane .
Yoshihito se tornou príncipe herdeiro e imperador no mesmo dia em que seu pai abdicou aos 9 anos de idade. Seu reinado foi ofuscado pela regra de clausura do ex-imperador Shirakawa. Horikawa reinou de 1087 a 1107. Seu avô Fujiwara no Morozane se tornou Sesshō ( regente ), mas era Shirakawa quem detinha o poder real como Imperador de clausura.
Quando sua imperatriz-consorte (Kogo) morreu, seu filho, Príncipe Imperial Munehito, que se tornou o príncipe herdeiro (e mais tarde se tornou imperador Toba) foi levado para ser criado por Shirakawa.
Horikawa morreu aos 29 anos no dia 9 de agosto de 1107. Reinou por 20 anos.
O Imperador Horikawa é tradicionalmente venerado em um memorial no santuário xintoísta em Quioto. A Agência da Casa Imperial designa este local como Mausoléu de Horikawa. E é oficialmente chamado Nochi no Yenkyō-ji no misasagi.
Horikawa está enterrado entre as "Sete Tumbas imperiais" no Ryoan-ji em Quioto . O monte, que representa o Imperador Horikawa é chamado atualmente de Kinugasa-yama. A sepultura do imperador era muito humilde no período em que Horikawa morreu. Estes túmulos foram restaurados no Século XIX por ordem do Imperador Meiji.

## Daijō-kan
- Sesshō, Fujiwara no Morozane, 1043 – 1101.[7]
- Kampaku, Fujiwara no Moromichi, 1062–1099.[7]
- Kampaku, Fujiwara no Tadazane.[7]
- Daijō Daijin, Fujiwara no Morozane.[7]
- Sadaijin, Minamoto no Toshifusa (1087 - 1107)
- Udaijin, Fujiwara no Tadazane.[7]
- Naidaijin, Fujiwara no Moromichi.[7]
- Dainagon, Fujiwara no Tadazane.[2]